# 罗蒙 (孚日省)
罗蒙（法語：Romont，法語發音：[ʁɔmɔ̃] ⓘ）是法国大東部大區孚日省的一个市镇，属于埃皮纳勒区。

## 地理
罗蒙（48°21'24"N, 6°35'10"E）面积19.26 平方千米，位于法国大東部大區孚日省，该省份为法国东北部内陆省份，北起默兹省和默尔特-摩泽尔省，西接上马恩省，南至上索恩省和贝尔福地区省，东临上莱茵省和下莱茵省。
与罗蒙接壤的市镇（或旧市镇、城区）包括：比尔特、阿尔当库尔、穆瓦伊蒙、帕杜、朗贝维莱、罗维尔欧谢讷、莫尔塔涅河畔圣莫里斯、沃梅库尔。

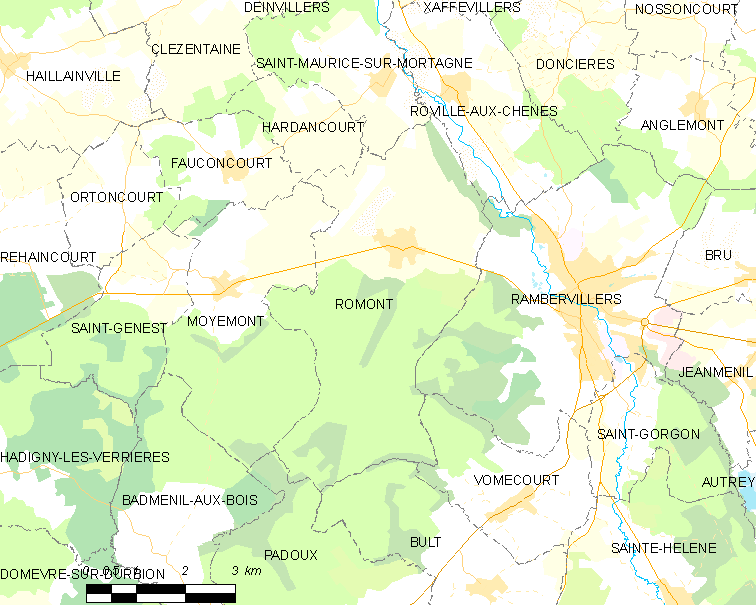
的OSM定位图

罗蒙的时区为UTC+01:00、UTC+02:00（夏令时）。

## 行政
罗蒙的邮政编码为88700，INSEE市镇编码为88395。

## 政治
罗蒙所属的省级选区为沙尔姆县。

## 人口

1962-2008年间人口变化图示

罗蒙于2022年1月1日时的人口数量为362人。